# زبان مانکس
لرب مانکس یکی از زیرشاخه‌های زبان‌های گویدئیک است. زبان گویدئیک خود شاخه‌ای از زبان‌های سلتی است. زبان‌های سلتی خود زیرمجموعه‌ای از خانواده زبان‌های هندواروپایی است. مردم جزیره من در غرب بریتانیا به این زبان صحبت می‌کنند. این زبان یک بار در سال ۱۹۷۴ با مرگ آخرین گویشور اصلی خاموش گردید، اما با توجه به اینکه صدها تن دیگر این زبان را بعنوان زبان دوم خود بکار می‌بردند احیا شد و کودکانی که بعدها متولد شدند زبان مادری‌شان مانکس بود. این زبان هم‌اکنون در جزیره من در غرب انگلستان صحبت می‌شود.